# Chloropoea tarquinia
Chloropoea tarquinia är en fjärilsart som beskrevs av Henry Trimen 1868. Chloropoea tarquinia ingår i släktet Chloropoea och familjen praktfjärilar. Inga underarter finns listade i Catalogue of Life.